# Квочур, Анатолий Николаевич
Анато́лий Никола́евич Кво́чур (16 апреля 1952, Мазуровка, Винницкая область — 15 апреля 2024, Жуковский, Московская область) — советский и российский лётчик, Герой Российской Федерации (1992), заслуженный лётчик-испытатель СССР (1990), полковник.

## Биография

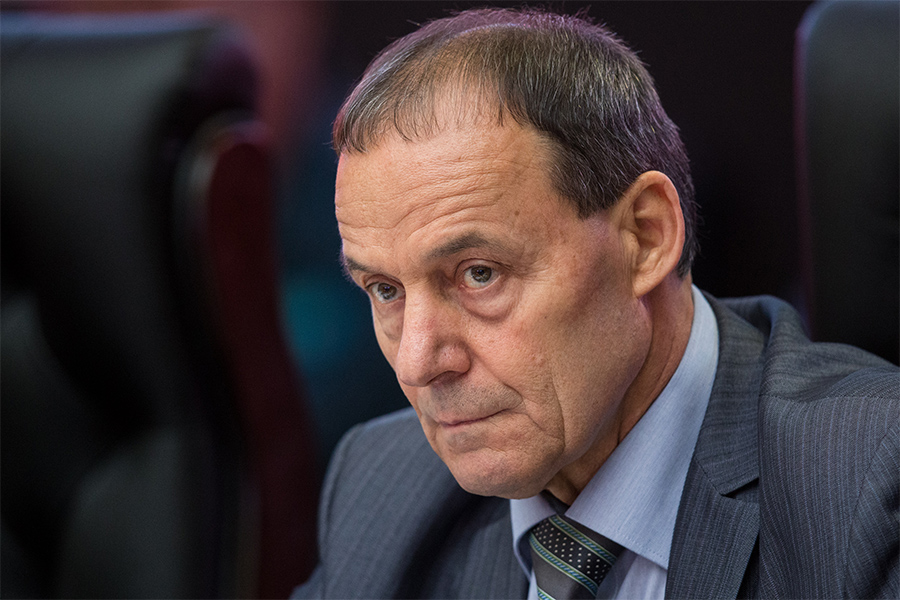
Анатолий Квочур на МВТФ «Армия-2016»

### Ранние годы
Анатолий Квочур родился 16 апреля 1952 года в селе Мазуровка Черневецкого района Винницкой области Украинской ССР в семье сельского агронома и начальника узла связи.
После окончания школы в 1969 году в селе Берёзовка Черневецкого района поступил в Ейское высшее авиационное училище лётчиков. После окончания училища в 1973 году начал службу летчиком в авиационных частях ВВС Группы Советских войск в Германии. В 1975 году поступил в Школу лётчиков-испытателей.
В 1977 году уволен из рядов Вооружённых Сил СССР в звании майора.

### Работа в авиационной промышленности
После увольнения в запас и окончания Школы лётчиков-испытателей (1978) Квочур до 1981 года работал лётчиком-испытателем на авиационном заводе в Комсомольске-на-Амуре, где проводил испытания серийных модификаций самолётов Су-17 (Су-17М, Су-17УМ, Су-17М3, Су-17УМ3, Су-22М).
В 1981 году он окончил Московский авиационный институт (факультет «Стрела» в Жуковском) и был переведён на испытательную работу в ОКБ имени А. И. Микояна. В ОКБ участвовал в испытаниях самолётов МиГ-29 и МиГ-31, испытаниях авиационных ракет «воздух-воздух» и «воздух-поверхность», испытаниях палубного истребителя МиГ-29К, включая оценки систем авианосца «Адмирал Кузнецов». В рамках этих работ первым выполнил ночной взлёт с палубы.
После перестройки много летал на авиационных салонах в разных странах мира. В 1988 году на авиационном салоне в Фарнборо (Великобритания) Квочур впервые показал фигуру высшего пилотажа — «колокол». 8 июня 1989 года на международном авиасалоне в Ле-Бурже (Франция) при выполнении показательного полёта на истребителе МиГ-29 произошёл помпаж двигателя, вызвавший сваливание самолёта у земли. Квочур успел катапультироваться с предельно малой высоты. Через неделю продолжил полёты. В августе выполнил демонстрационный пилотаж на МиГ-29 в Абботсфорде (Канада).
В 1991 году Квочур перешёл на работу в Лётно-исследовательский институт (ЛИИ) в качестве лётчика-испытателя, а затем и начальника лаборатории эргономики. В 1996 году был назначен заместителем начальника института по оборонной тематике.
В институте Квочур провел большой объем испытаний по тематикам: дозаправки в воздухе днём и ночью, эргономике, методам ведения воздушного боя и спутниковой навигации, испытаний бортового оборудования самолётов Су-27 и Су-30.
В 1992 году для выполнения исследовательских программ по проектированию кабин и органов управления маневренных самолётов, спутниковой радионавигации, дозаправки в воздухе, сверхдальним беспосадочным перелётам, сверхманёвренности и медицине он создал пилотажную группу «Лётчики-испытатели» (в 1996 году преобразована в Пилотажно-исследовательский центр). В марте 1995 года выполнил сверхдальний перелёт на одноместном истребителе Су-27 в Австралию, а в июле и сентябре 1999 года — перелёты через Северный полюс по замкнутому маршруту. Многократно выполнял сверхдальние перелёты в группе истребителей продолжительностью более 10-11 часов с несколькими дозаправками в воздухе днём и ночью, в том числе над океаном и в разных широтах.
В 1999 году Квочур окончил Академию народного хозяйства и государственной службы. В период 2005—2006 годов возглавлял Лётно-испытательный центр ЛИИ.
Квочур проводил исследования и испытания на большом числе (свыше 90) типов и модификаций самолётов. Выполнял рекордные полёты (11 мировых рекордов на самолёте Су-27). Общий налёт около 4 800 часов (включая более 3 500 часов испытательного налёта).

### Смерть

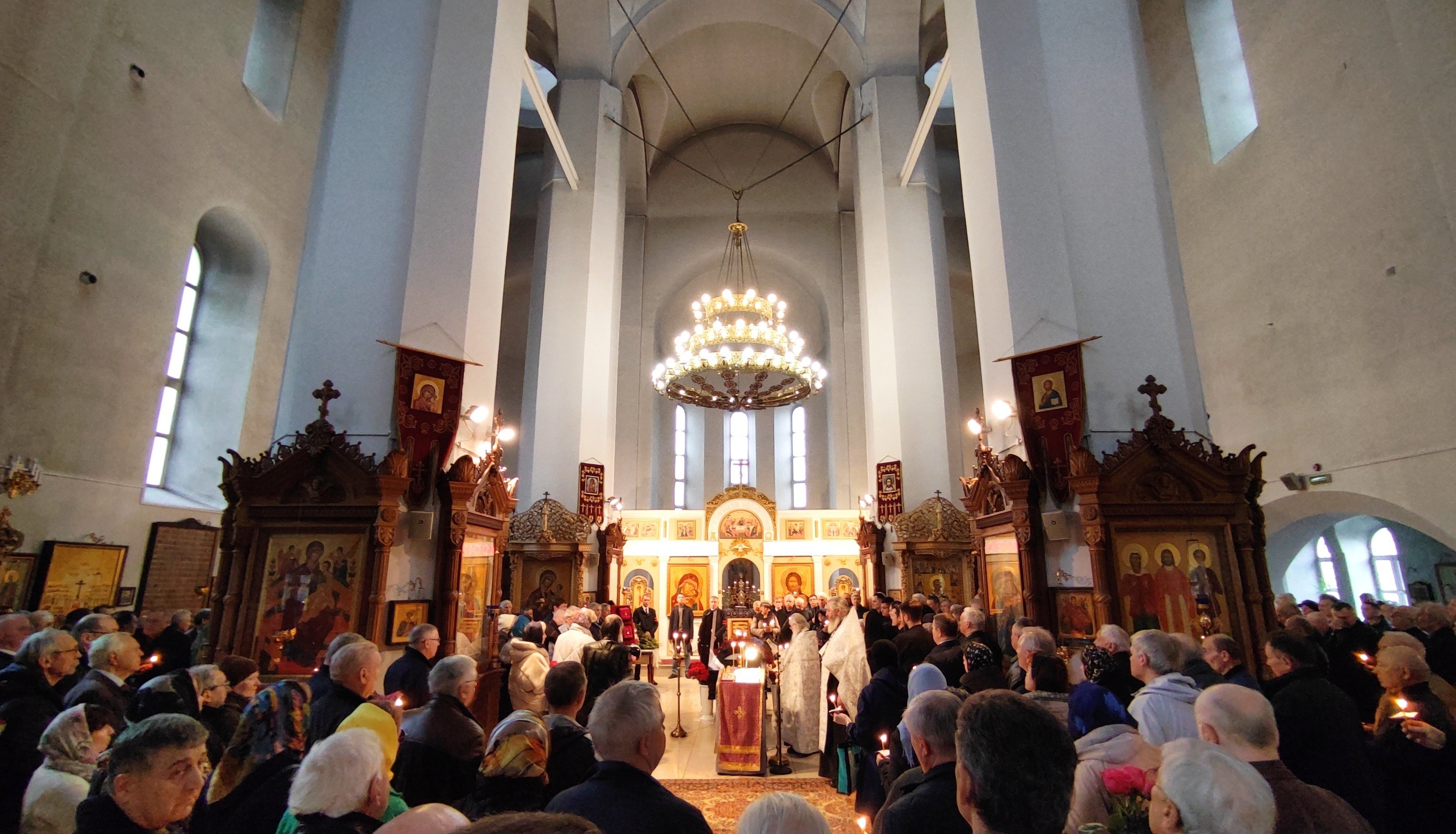
Отпевание А. Н. Квочура в храме Преображения Господня, г. Жуковский (17.04.2024)

Анатолий Квочур скончался 15 апреля 2024 года в г. Жуковском Московской области за 1 день до своего 72-летия после продолжительной болезни. Похороны прошли 17 апреля, в Жуковском состоялось отпевание в храме Преображения Господня, после чего лётчик отправился в последний путь к месту захоронения на Федеральном военном мемориале «Пантеон защитников Отечества». При выносе тела самолёт Як-130 выполнил пролёт и полупетлю над гробом.

### Семья
Анатолий Квочур был дважды женат. Первая жена — Валентина Михайловна Квочур.
Дети:
- Дочь Ирина (род. 1978).
- Сын Александр (род. 1986) — двукратный рекордсмен мира, член сборной РФ по парашютному спорту, победитель Кубка мира, многократный чемпион, пилот гражданской авиации.
- Сын Николай (род. 22 мая 2009).
- Дочь Светлана (род. 18 сентября 2012).

Внуки: Иван, Станислава, Полина, Валентина.

## Награды и звания
- Герой Российской Федерации (17 ноября 1992[13]) — за мужество и героизм, проявленные при испытании, доводке и освоении новых образцов авиационной техники[14]
- Орден «За заслуги перед Отечеством» III степени[7] (15 января 1998[15]) — за заслуги перед государством, многолетний добросовестный труд и большой вклад в укрепление дружбы и сотрудничества между народами[16]
- Орден Трудового Красного Знамени[7] (1988)
- Заслуженный лётчик-испытатель СССР[7] (1990)
- Медаль Ю. А. Гагарина (Федерация космонавтики России)[17]
- Медаль Леонардо да Винчи (2002)[18]

## Фильмография
- «Рождённый летать» (2001, Россия)
- «Испытатели. Выжить в катастрофе» (2005, Россия)